# Ferdinand Krysta
Ferdinand Krysta (1913 – ?, Mariánské Hory) byl český fotbalový brankář.

## Fotbalová kariéra
V nejvyšší soutěži chytal za SK Slezská Ostrava od roku 1937 do roku 1944. Nastoupil ve 24 ligových utkáních.

## Ligová bilance
| Ročník                 | Zápasy | Góly | Klub               |
| ---------------------- | ------ | ---- | ------------------ |
| Státní liga 1937/1938  | 11     | 0    | SK Slezská Ostrava |
| Státní liga 1938/1939  | 1      | 0    | SK Slezská Ostrava |
| Národní liga 1939/1940 | 5      | 0    | SK Slezská Ostrava |
| Národní liga 1943/1944 | 7      | 0    | SK Slezská Ostrava |
| CELKEM 1. liga         | 24     | 0    |                    |